# Malirekus hastatus
Malirekus hastatus är en bäcksländeart som först beskrevs av Banks 1920.  Malirekus hastatus ingår i släktet Malirekus och familjen rovbäcksländor. Inga underarter finns listade i Catalogue of Life.